# Júlio César Soares Espíndola
Júlio César Soares de Espíndola (Río de Janeiro; 3 de septiembre de 1979), más conocido por sus dos primeros nombres, Júlio César, es un exfutbolista brasileño. Jugaba como guardameta y su último equipo fue el C. R. Flamengo de Brasil, en donde ganó 14 títulos estatales y la Copa Mercosur 1999.
Tuvo grandes actuaciones en el Inter de Milán con el que fue campeón italiano y europeo. También jugó más de 80 partidos con la selección brasileña, a la cual representó en las Copas Mundiales de 2006, 2010 y 2014 y con la que ganó una Copa América y dos Copas Confederaciones.

## Trayectoria

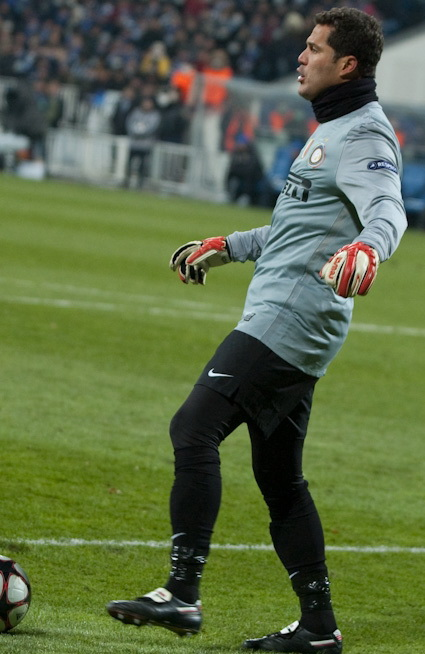
Júlio César con el Inter de Milán.

En 1997 debutó como profesional en el Flamengo, donde pasó seis años y medio. Jugó regularmente entre 2000 y 2002. En 2003 y 2004 fue titular del equipo.
En diciembre de 2004, el portero fichó por el Inter de Milán italiano a cambio de 2,6 millones de euros, pero fue cedido al Chievo Verona durante la primera mitad de 2005, sin jugar ningún partido. En julio de 2005 retornó al Inter, donde fue titular siete temporadas consecutivas. Logró cinco títulos de Serie A, tres Copas de Italia, la Liga de Campeones de la UEFA 2009-10 y la Copa Mundial de Clubes 2010.
El 29 de agosto de 2012 fichó por el Queens Park Rangers a coste 0, ya que tuvo problemas con la directiva Nerazzurri. Disputó 24 partidos en la Premier League 2012/13. El equipo descendió al Football League Championship en 2013-14, tras lo cual perdió la titularidad y jugó solamente un partido de copa.
En febrero de 2014, Júlio César fue cedido al Toronto de Canadá. Allí alternó el puesto titular con Joe Bendik. 
El 17 de agosto de 2014 el Benfica hace una oferta al Toronto para hacerse con sus servicios. Días después, Júlio César viaja a Inglaterra para pedir su pase del Queens Park Rangers porque le pertenece el pase. El Benfica hace oficial su traspaso por dos temporadas y le asigna el dorsal 20 para sustituir al portero Jan Oblak que fue vendido al Atlético de Madrid.
Fue titular hasta la temporada 2015-16, donde tras una lesión perdió la titularidad a favor de Ederson, quien jugó los cuartos de final de la Liga de Campeones contra el Bayern de Múnich, quedando eliminados por un global de 3-2.

## Selección nacional
Júlio César debutó en la selección brasileña en la Copa América 2004, aunque Júlio César ya había estado de suplente en la Copa Confederaciones 2003, donde no disputó ningún partido, aunque Brasil había quedado en primera fase. En la Copa América, logró el campeonato ante Argentina por penales. Luego fue tercer suplente de Dida y Rogério Ceni y luego de Heurelho Gomes y Doni. En 2007 se convirtió nuevamente en titular de la verdeamarelha tras el retiro de Dida.
El portero fue campeón de la Copa Confederaciones 2009. En la Copa Mundial de Fútbol de 2010 cayó en cuartos de final ante los Países Bajos. Un error suyo acusó el primer gol, lo que lo convirtió en un blanco de críticas y quedó relegado en el plantel.
En 2013 recuperó su puesto de titular, y ganó la Copa Confederaciones 2013 como local, recibiendo solamente tres goles en cinco partidos y el premio al mejor portero.
El 24 de abril de 2014, el entrenador de la selección brasileña, Luiz Felipe Scolari, indicó que Júlio César estaría entre los 23 jugadores que representaría a Brasil en la Copa Mundial de Fútbol de 2014. Su inclusión fue ratificada el 7 de mayo de 2014 cuando Felipão publicó la lista final jugadores.
En la Copa Mundial de Fútbol de 2014, en las semifinales, Brasil queda eliminado por un doloroso 1:7 contra Alemania, dicha cantidad que a muchos futbolistas que participaron en esa copa hizo que fuera la última. Luego de esto, Júlio César se retiró de la selección nacional.

### Participaciones en Copas del Mundo
| Copa              | Sede      | Resultado        | Partidos | Goles |
| ----------------- | --------- | ---------------- | -------- | ----- |
| Copa Mundial 2006 | Alemania  | Cuartos de final | 0        | 0     |
| Copa Mundial 2010 | Sudáfrica | Cuartos de final | 5        | -4    |
| Copa Mundial 2014 | Brasil    | Cuarto lugar     | 7        | -14   |

### Participaciones en Copas Confederaciones
| Copa                      | Sede      | Resultado    | Partidos | Goles |
| ------------------------- | --------- | ------------ | -------- | ----- |
| Copa Confederaciones 2003 | Francia   | Primera fase | 0        | 0     |
| Copa Confederaciones 2009 | Sudáfrica | Campeón      | 5        | -5    |
| Copa Confederaciones 2013 | Brasil    | Campeón      | 5        | -3    |

### Participaciones en Copa América
| Copa              | Sede      | Resultado        | Partidos | Goles |
| ----------------- | --------- | ---------------- | -------- | ----- |
| Copa América 2004 | Perú      | Campeón          | 6        | -6    |
| Copa América 2011 | Argentina | Cuartos de final | 4        | -4    |

## Estadísticas

### Clubes
| Club | Div.            | Temporada       | Liga  | Liga  | Copas nacionales(1) | Copas nacionales(1) | Torneos internacionales(2) | Torneos internacionales(2) | Otros(3) | Otros(3) | Total | Total |
| Club | Div.            | Temporada       | Part. | Goles | Part.               | Goles               | Part.                      | Goles                      | Part.    | Goles    | Part. | Goles |
| --- | --------------- | --------------- | ----- | ----- | ------------------- | ------------------- | -------------------------- | -------------------------- | -------- | -------- | ----- | ----- |
| C. R. Flamengo · Brasil | 1.ª             | 1997            | 0     | 0     | 1                   | 0                   | —                          | —                          | —        | —        | 1     | 0     |
| C. R. Flamengo · Brasil | 1.ª             | 1998            | 1     | 0     | 0                   | 0                   | —                          | —                          | —        | —        | 1     | 0     |
| C. R. Flamengo · Brasil | 1.ª             | 1999            | 0     | 0     | 0                   | 0                   | —                          | —                          | —        | —        | 0     | 0     |
| C. R. Flamengo · Brasil | 1.ª             | 2000            | 16    | 0     | 1                   | 0                   | —                          | —                          | —        | —        | 17    | 0     |
| C. R. Flamengo · Brasil | 1.ª             | 2001            | 26    | 0     | 6                   | 0                   | —                          | —                          | —        | —        | 32    | 0     |
| C. R. Flamengo · Brasil | 1.ª             | 2002            | 16    | 0     | 9                   | 0                   | 5                          | 0                          | —        | —        | 30    | 0     |
| C. R. Flamengo · Brasil | 1.ª             | 2003            | 43    | 0     | 11                  | 0                   | —                          | —                          | —        | —        | 54    | 0     |
| C. R. Flamengo · Brasil | 1.ª             | 2004            | 33    | 0     | 0                   | 0                   | 2                          | 0                          | —        | —        | 35    | 0     |
| C. R. Flamengo · Brasil | Total 1.ª etapa | Total 1.ª etapa | 135   | 0     | 28                  | 0                   | 7                          | 0                          | —        | —        | 170   | 0     |
| A. C. Chievo Verona · Italia | 1.ª             | 2004-05         | 0     | 0     | 0                   | 0                   | —                          | —                          | —        | —        | 0     | 0     |
| Inter de Milán · Italia | 1.ª             | 2005-06         | 29    | 0     | 4                   | 0                   | 7                          | 0                          | 0        | 0        | 40    | 0     |
| Inter de Milán · Italia | 1.ª             | 2006-07         | 32    | 0     | 0                   | 0                   | 6                          | 0                          | 0        | 0        | 38    | 0     |
| Inter de Milán · Italia | 1.ª             | 2007-08         | 35    | 0     | 0                   | 0                   | 8                          | 0                          | 1        | 0        | 44    | 0     |
| Inter de Milán · Italia | 1.ª             | 2008-09         | 36    | 0     | 1                   | 0                   | 7                          | 0                          | 1        | 0        | 45    | 0     |
| Inter de Milán · Italia | 1.ª             | 2009-10         | 38    | 0     | 2                   | 0                   | 13                         | 0                          | 1        | 0        | 54    | 0     |
| Inter de Milán · Italia | 1.ª             | 2010-11         | 25    | 0     | 3                   | 0                   | 7                          | 0                          | 4        | 0        | 39    | 0     |
| Inter de Milán · Italia | 1.ª             | 2011-12         | 33    | 0     | 0                   | 0                   | 6                          | 0                          | 1        | 0        | 40    | 0     |
| Inter de Milán · Italia | Total club      | Total club      | 228   | 0     | 10                  | 0                   | 54                         | 0                          | 8        | 0        | 300   | 0     |
| Queens Park Rangers F. C. Inglaterra | 1.ª             | 2012-13         | 24    | 0     | 2                   | 0                   | —                          | —                          | —        | —        | 26    | 0     |
| Queens Park Rangers F. C. Inglaterra | 2.ª             | 2013-14         | 0     | 0     | 1                   | 0                   | —                          | —                          | —        | —        | 1     | 0     |
| Queens Park Rangers F. C. Inglaterra | Total club      | Total club      | 24    | 0     | 3                   | 0                   | —                          | —                          | —        | —        | 27    | 0     |
| Toronto F. C. · Canadá | 1.ª             | 2014            | 7     | 0     | 0                   | 0                   | —                          | —                          | —        | —        | 7     | 0     |
| S. L. Benfica Portugal | 1.ª             | 2014-15         | 23    | 0     | 4                   | 0                   | 3                          | 0                          | —        | —        | 30    | 0     |
| S. L. Benfica Portugal | 1.ª             | 2015-16         | 24    | 0     | 2                   | 0                   | 7                          | 0                          | 1        | 0        | 34    | 0     |
| S. L. Benfica Portugal | 1.ª             | 2016-17         | 8     | 0     | 3                   | 0                   | 1                          | 0                          | 1        | 0        | 12    | 0     |
| S. L. Benfica Portugal | 1.ª             | 2017-18         | 2     | 0     | 1                   | 0                   | 1                          | 0                          | 0        | 0        | 4     | 0     |
| S. L. Benfica Portugal | Total club      | Total club      | 57    | 0     | 10                  | 0                   | 12                         | 0                          | 2        | 0        | 81    | 0     |
| C. R. Flamengo · Brasil | 1.ª             | 2018            | 1     | 0     | 0                   | 0                   | —                          | —                          | 1        | 0        | 2     | 0     |
| C. R. Flamengo · Brasil | Total 2.ª etapa | Total 2.ª etapa | 1     | 0     | 0                   | 0                   | —                          | —                          | 1        | 0        | 2     | 0     |
| C. R. Flamengo · Brasil | Total club      | Total club      | 136   | 0     | 28                  | 0                   | 7                          | 0                          | 1        | 0        | 172   | 0     |
| Total carrera | Total carrera   | Total carrera   | 452   | 0     | 51                  | 0                   | 73                         | 0                          | 11       | 0        | 586   | 0     |
| (1) Incluye datos de la Copa de Brasil (1997-03), Copa Italia (2005-11), FA Cup (2012-14), Copa de la Liga de Inglaterra (2012-13), Copa de Portugal (2014-17) y Copa de la Liga de Portugal (2014-18). (2) Incluye datos de la Copa Libertadores (2002), Copa Sudamericana (2004) y Liga de Campeones de la UEFA (2005-18). (3) Incluye datos de la Supercopa de Italia (2007-12), Supercopa de Europa (2010), Copa Mundial de Clubes de la FIFA (2010), Supercopa de Portugal (2016-17) y Campeonato Carioca (2018). |                 |                 |       |       |                     |                     |                            |                            |          |          |       |       |

### Selección nacional
| Selección                                                                                      | Año           | Amistoso | Amistoso | Sudamérica(1) | Sudamérica(1) | Mundial | Mundial | Confederaciones | Confederaciones | Total | Total |
| Selección                                                                                      | Año           | Part.    | Goles    | Part.         | Goles         | Part.   | Goles   | Part.           | Goles           | Part. | Goles |
| ---------------------------------------------------------------------------------------------- | ------------- | -------- | -------- | ------------- | ------------- | ------- | ------- | --------------- | --------------- | ----- | ----- |
| Absoluta · Brasil                                                                              | 2004          | 2        | -1       | 7             | -7            | —       | —       | —               | —               | 9     | -8    |
| Absoluta · Brasil                                                                              | 2005          | 1        | -1       | 1             | -1            | —       | —       | —               | —               | 2     | -2    |
| Absoluta · Brasil                                                                              | 2006          | 0        | 0        | —             | —             | 0       | 0       | —               | —               | 0     | 0     |
| Absoluta · Brasil                                                                              | 2007          | 4        | -1       | 4             | -2            | —       | —       | —               | —               | 8     | -3    |
| Absoluta · Brasil                                                                              | 2008          | 4        | -4       | 6             | -2            | —       | —       | —               | —               | 10    | -6    |
| Absoluta · Brasil                                                                              | 2009          | 4        | 0        | 8             | -7            | —       | —       | 5               | -5              | 17    | -12   |
| Absoluta · Brasil                                                                              | 2010          | 2        | 0        | —             | —             | 5       | -4      | —               | —               | 7     | -4    |
| Absoluta · Brasil                                                                              | 2011          | 6        | -4       | 4             | -4            | —       | —       | —               | —               | 10    | -8    |
| Absoluta · Brasil                                                                              | 2012          | 1        | -1       | —             | —             | —       | —       | —               | —               | 1     | -1    |
| Absoluta · Brasil                                                                              | 2013          | 8        | -9       | —             | —             | —       | —       | 5               | -3              | 13    | -12   |
| Absoluta · Brasil                                                                              | 2014          | 3        | 0        | —             | —             | 7       | -14     | —               | —               | 10    | -14   |
| Total carrera                                                                                  | Total carrera | 35       | -21      | 30            | -23           | 12      | -18     | 10              | -8              | 87    | -70   |
| (1) Incluye datos de las Clasificatorias Sudamericanas (2004-11) y Copa América (2004 y 2011). |               |          |          |               |               |         |         |                 |                 |       |       |

## Palmarés

### Campeonatos estatales
| Título             | Club           | Estado         | Año  |
| ------------------ | -------------- | -------------- | ---- |
| Taça Guanabara     | C. R. Flamengo | Río de Janeiro | 1999 |
| Campeonato Carioca | C. R. Flamengo | Río de Janeiro | 1999 |
| Taça Río           | C. R. Flamengo | Río de Janeiro | 2000 |
| Campeonato Carioca | C. R. Flamengo | Río de Janeiro | 2000 |
| Taça Guanabara     | C. R. Flamengo | Río de Janeiro | 2001 |
| Campeonato Carioca | C. R. Flamengo | Río de Janeiro | 2001 |
| Taça Guanabara     | C. R. Flamengo | Río de Janeiro | 2004 |
| Campeonato Carioca | C. R. Flamengo | Río de Janeiro | 2004 |
| Taça Guanabara     | C. R. Flamengo | Río de Janeiro | 2018 |

### Campeonatos nacionales
| Título                | Club           | País     | Año  |
| --------------------- | -------------- | -------- | ---- |
| Copa Italia           | Inter de Milán | Italia   | 2005 |
| Supercopa de Italia   | Inter de Milán | Italia   | 2005 |
| Serie A               | Inter de Milán | Italia   | 2006 |
| Supercopa de Italia   | Inter de Milán | Italia   | 2006 |
| Serie A               | Inter de Milán | Italia   | 2007 |
| Serie A               | Inter de Milán | Italia   | 2008 |
| Supercopa de Italia   | Inter de Milán | Italia   | 2008 |
| Serie A               | Inter de Milán | Italia   | 2009 |
| Serie A               | Inter de Milán | Italia   | 2010 |
| Copa Italia           | Inter de Milán | Italia   | 2010 |
| Supercopa de Italia   | Inter de Milán | Italia   | 2010 |
| Primeira Liga         | S. L. Benfica  | Portugal | 2016 |
| Primeira Liga         | S. L. Benfica  | Portugal | 2017 |
| Copa de Portugal      | S. L. Benfica  | Portugal | 2017 |
| Supercopa de Portugal | S. L. Benfica  | Portugal | 2017 |

### Campeonatos internacionales
| Título                 | Club                | Sede      | Año  |
| ---------------------- | ------------------- | --------- | ---- |
| Copa Mercosur          | C. R. Flamengo      | São Paulo | 1999 |
| Copa América           | Selección de Brasil | Perú      | 2004 |
| Copa Confederaciones   | Selección de Brasil | Sudáfrica | 2009 |
| Liga de Campeones      | Inter de Milán      | Madrid    | 2010 |
| Copa Mundial de Clubes | Inter de Milán      | Abu Dabi  | 2010 |
| Copa Confederaciones   | Selección de Brasil | Brasil    | 2013 |

### Distinciones individuales
| Distinción                                        | Año        |
| ------------------------------------------------- | ---------- |
| Portero del Año en la Serie A                     | 2009, 2010 |
| Tercer mejor portero del mundo según la IFFHS     | 2009       |
| Portero del Año de la UEFA                        | 2010       |
| Equipo del año de la European Sports Media        | 2010       |
| Segundo mejor portero del mundo según la IFFHS    | 2010       |
| Guante de Oro de la Copa Confederaciones          | 2013       |
| Equipo ideal de la Copa Confederaciones           | 2013       |
| Mejor portero de la Primeira Liga según la LPFP   | 2015       |
| Salón de la Fama del Inter de Milán               | 2020       |
| Equipo de la década de la Conmebol según la IFFHS | 2011-2020  |